# 坂口いく
坂口 いく（さかぐち いく、12月31日 - ）は、日本の漫画家・漫画原作者。神奈川県出身。代表作に『闇狩人』など。
1982年、第23回手塚賞佳作（『BREAK A ROAD』）。

## 作品リスト

### 集英社
- 『風のシモン』（月刊少年ジャンプ・ジャンプオリジナル）
- 『闇狩人』（月刊少年ジャンプ）
- 『闇狩人異伝 Dの軌跡』（ジャンプオリジナル）
- 坂口いく短編集『がんばればHERO』
- 坂口いく短編集『100%』
- 坂口いく短編集『闇狩人・家族の肖像』（月刊少年ジャンプ）
- 『霊戦記行SHIVA』
- 『TOKYO徒然荘物語』（ヤングジャンプ）

#### ホーム社
集英社の子会社。冊子の編集・出版を請け負い、販売は集英社から行われる。
- 『新選組隊外記 無名の剣』（コミック時代活劇）
- 『闇狩人Δ』（原作・絵コンテを担当、作画：細川真義）Z（ホーム社のウェブコミックサイト）

### ぶんか社
- 『きりんBREAK A ROAD』

### 東京三世社
- 『GEKI戦記』

#### フロム出版
東京三世社の子会社。倒産後、親会社に統合。
- 『我竜京介PUBLICファイル』

### 秋田書店
- 『ちぇんじ123』（ちぇんじひふみ）（原作・絵コンテを担当、作画：岩澤紫麗）

### 哲学出版
- 『MS-DOSでいじめないで』（1989年4月、朝野 光との共著）

### 小学館
- 『時忘の捨姫（ときわすれのすてひめ）-時緒縁起譚-』（原作・絵コンテを担当、作画：荒巻美由希）

### スクウェア・エニックス
- 『公務ですから！』（原作・絵コンテを担当、作画：清水ユウ）月刊ビッグガンガン
- 『新 闇狩人』（原作・絵コンテを担当、作画：細川真義）月刊ビッグガンガン

## アシスタント
- 松枝尚嗣